# Lalandeova nagrada
Lalandeova nagrada (fra. prix Lalande) je znanstvena nagrada u području astronomije koju je dodjeljivala Francuska akademija znanosti od 1802. do 1970. godine. Poslije nje ustanovljena je nova nagrada, Valzova nagrada, iz zaklade Benjamina Valza za stvaranje nagrade Lalande-Benjamin Valz. Dodjeljivala se do 1996. godine, zatim s nekoliko drugih zaklada 1997., a od tad stvorena je nova nagrada, Velika medalja Akademije znanosti.
1801., nekoliko godina prije svoje smrti 1807., Joseph Jérôme Lefrançois de Lalande dao je donaciju da bi Akademija znanosti imala sredstva za pridati svake godine nagradu 
.

## Dobitnici (nepotpun popis)
- 1803 : Wilhelm Olbers[1][2]
- 1804 : Giuseppe Piazzi[2]
- 1805 : Karl Ludwig Harding[2]
- 1806 : Jöns Svanberg
- 1807 : Wilhelm Olbers
- 1808 : Claude-Louis Mathieu
- 1809 : Carl Friedrich Gauss
- 1810 : Siméon Denis Poisson
- 1811 : Jabbo Oltmanns, Friedrich Bessel
- 1812 : Bernhard von Lindenau
- 1813 : Pierre Daussy
- 1814 : Giuseppe Piazzi
- 1815 : Claude-Louis Mathieu
- 1816 : Friedrich Bessel
- 1817 : John Pond
- 1818 : Jean-Louis Pons
- 1819 : Joseph Nicollet, Johann Franz Encke
- 1820 : Joseph Nicollet, Jean-Louis Pons
- 1821 : nagrada nije dodijeljena
- 1822 : nagrada nije dodijeljena
- 1823 : Carl Ludwig Christian Rümker, Jean-Félix Adolphe Gambart
- 1824 : Marie-Charles Damoiseau
- 1825 : John Herschel, James South
- 1826 : Edward Sabine
- 1827 : Jean-Louis Pons, Jean-Félix Adolphe Gambart
- 1828 : Francesco Carlini, Giovanni Plana
- 1829 : nagrada nije dodijeljena
- 1830 : Jean-Félix Adolphe Gambart, Henri Gambey, Louis-Frédéric Perrelet
- 1831 : nagrada nije dodijeljena
- 1832 : Jean-Félix Adolphe Gambart, Benjamin Valz
- 1833 : John Herschel
- 1834 : George Biddell Airy
- 1835 : James Dunlop, Palon Heinrich Ludwig von Boguslawsky
- 1836 : Wilhelm Beer, Johann Heinrich von Mädler
- 1837 : Henri Guinand
- 1838 : S. M. B. Brousseaud
- 1839 : Johann Gottfried Galle
- 1840 : Carl Bremiker
- 1841 : nagrada nije dodijeljena
- 1842 : Paul Auguste Ernest Laugier
- 1843 : Victor Mauvais, Hervé Faye
- 1844 : Francis de Vico, Heinrich Louis d'Arrest
- 1845 : Karl Ludwig Hencke
- 1846 : Johann Gottfried Galle
- 1847 : John Russell Hind, Karl Ludwig Hencke
- 1848 : Andrew Graham
- 1849 : Annibale de Gasparis
- 1850 : Annibale de Gasparis, John Russell Hind
- 1851 : John Russell Hind, Annibale de Gasparis
- 1852 : John Russell Hind, Annibale de Gasparis, Robert Luther, Jean Chacornac, Hermann Goldschmidt
- 1853 : Annibale de Gasparis, Jean Chacornac, Robert Luther, John Russell Hind
- 1854 : Robert Luther, Albert Marth, John Russell Hind, James Ferguson and Hermann Goldschmidt
- 1855 : Jean Chacornac, Robert Luther and Hermann Goldschmidt
- 1856 : Jean Chacornac and Norman Pogson
- 1857 : Hermann Goldschmidt and Karl Christian Bruhns
- 1858 : Joseph Jean Pierre Laurent, Hermann Goldschmidt, George Mary Searle, Horace Parnell Tuttle, August Winnecke and Giovanni Battista Donati
- 1859 : Robert Luther
- 1860 : Robert Luther, Hermann Goldschmidt, Jean Chacornac, James Ferguson, Wilhelm Julius Foerster and Oskar Lesser
- 1861 : Ernst Wilhelm Tempel, Robert Luther and Hermann Goldschmidt
- 1862 : Alvan Clark
- 1863 : Jean Chacornac
- 1864 : Richard Christopher Carrington
- 1865 : Warren de la Rue
- 1866 : Thomas Maclear
- 1867 : Giovanni Schiaparelli
- 1868 : Jules Janssen
- 1869 : James Craig Watson
- 1870 : William Huggins
- 1871 : Alphonse Borrelly
- 1872 : Paul Henry and Prosper Henry
- 1873 : Jérôme Eugène Coggia
- 1874 : Amédée Mouchez, Jean Jacques Anatole Bouquet de La Grye, Georges-Ernest Fleuriais, Charles André, Héraud, Félix Tisserand
- 1875 : Henri Perrotin
- 1876 : Johann Palisa
- 1877 : Asaph Hall
- 1878 : Stanislas-Étienne Meunier
- 1879 : Christian Heinrich Friedrich Peters
- 1880 : Ormond Stone
- 1881 : Lewis Swift[3]
- 1882 : Cyrille Souillart[3]
- 1883 : Jean Jacques Anatole Bouquet de La Grye, Octave de Bernardières, J. L. Courcelle-Seneuil, Georges-Ernest Fleuriais, Phillipe Hatt, Henri Perrotin, Jean Antoine Léon Bassot, Guillaume Bigourdan, Octave Callandreau[3]
- 1884 : Rodolphe Radau[3]
- 1885 : Louis Thollon[3]
- 1886 : Oskar Backlund[3]
- 1887 : Nils Christoffer Dunér[3]
- 1888 : Joseph Bossert[3]
- 1889 : François Gonnessiat[3]
- 1890 : Giovanni Schiaparelli[3]
- 1891 : Guillaume Bigourdan[3]
- 1892 : Edward Emerson Barnard, Max Wolf[3]
- 1893 : Léopold Schulhof[3]
- 1894 : Stéphane Javelle[3]
- 1895 : Maurice Hamy[3]
- 1896 : Pierre Puiseux[3]
- 1897 : Charles Dillon Perrine[3]
- 1898 : Seth Carlo Chandler[3]
- 1899 : William Robert Brooks[3]
- 1900 : Michel Giacobini[3]
- 1901 : John M. Thome[3]
- 1902 : Charles Trépied[3]
- 1903 : William Wallace Campbell[3]
- 1904 : Sherburne Wesley Burnham[3]
- 1905 : William Henry Pickering[3]
- 1906 : Robert Grant Aitken, William Hussey[3]
- 1907 : Thomas Crompton Lewis[3]
- 1908 : William Lewis Elkin, Frederick L. Chase, Mason F. Smith[3]
- 1909 : Alphonse Borrelly[3]
- 1910 : Philip Herbert Cowell, Andrew Crommelin[3]
- 1911 : Lewis Boss[3]
- 1912 : Hermann Kobold and Carl Wilhelm Wirtz[3]
- 1913 : Jean Bosler[3]
- 1914 : Joseph-Noël Guillaume[3]
- 1915 : Lucien d'Azambuja[3]
- 1916 : Jérôme Eugène Coggia
- 1917 : Robert Jonckhèere
- 1919 : Vesto Slipher
- 1920 : Léopold Schulhof
- 1921 : Paul Henri Strooband[4]
- 1922 : Henry Norris Russell
- 1924 : Jules Baillaud
- 1925 : Georges Fournier
- 1927 : Vincent Nechville[5]
- 1928 : Bernard Ferdinand Lyot[6]
- 1929 : Alexandre Veronnet[7]
- 1930 : Nicolas Stoyko
- 1931 : Irénée Lagarde[8]
- 1932 : Abel Porteau[9]
- 1934 : Daniel Barbier
- 1935 : Lucien d'Azambuja
- 1936 : Louis Boyet[10]
- 1937 : Michel Giacobini
- 1938 : André Lallemand[11]
- 1960 : Marie Bloch[12]

## Vanjske poveznice
- « Lalande »  Arhivirana inačica izvorne stranice od 25. veljače 2013. (Wayback Machine), na stranicama Akademije znanosti (fra.)